# Киор, Валерий Иванович
Валерий Киор (укр. Валерій Кіор, 8 октября 1951, Старый Крым, Сталинская область — 6 июля 2023, Старый Крым, Донецкая область) — урумский поэт, литературовед, переводчик и общественный деятель. Член Национального союза писателей Украины (1992). Лауреат Премии имени Максима Рыльского (2020). Основатель современной урумской литературы.

## Биография
Родился 8 октября 1951 года в поселке Старый Крым, близ Мариуполя, в урумской семье.
Окончил филологический факультет (1978) и аспирантуру Донецкого национального университета по специальности «Русский язык и литература» (1984). По окончании университета работал на Мариупольском металлургическом комбинате имени Ильича и «Важмаш». Преподавал с 1979 года в Приазовском государственном техническом университете, где был заведующим кафедрой русской литературы.

## Творчество
С юных лет Валерий увлёкся поэзией и впервые опубликовал свои стихи в 1974 году в газете «Ждановский машиностроитель». Позднее стал участником литературного объединения «Азовье» при газете «Приазовский рабочий». В творчестве он проявил глубокую приверженность к родному языку и культуре, став одним из активных популяризаторов урумского языка. Принимал участие в создании «Украинско-румейско-урумского словаря-разговорника» и перевел первое издание «Кобзаря» Тараса Шевченко 1840 года на урумский язык. Кроме того, вёл радиопередачу на урумском языке «Ана сёзю» («Родное слово») на мариупольском радио, был главным редактором первого греческого телеканала «Гюнеш» в Старом Крыму и открыл в родном городе факультатив по изучению урумского языка.
Активно принимал участие в жизни греческой общины, занимая должность заместителя председателя Мариупольского общества греков и сотрудничая со Старокрымским поселковым обществом греков. Выпустил несколько сборников стихов: «Хасевет йазмахлары» («Печальные письма», 1990), «Потерять и найти» (1997), «Плач плачей, или Книга невыплаканных слёз» (2016), а также «Одиночная камера».. Его литературные статьи и рецензии публиковались в авторитетных изданиях — «Литературная Украина», «Донбасс», «Литературное обозрение» и «Нева». В соавторстве с Михаилом Чапни перевёл на русский язык сборник стихов греческого поэта Николаоса Маеса «Азофики-Азовье». Его творчество нашло отклик и за пределами родного языка: отдельные произведения были переведены на украинский, грузинский, узбекский и турецкий языки, а на некоторые стихи была написана музыка.

## Смерть
Умер 6 июля 2023 в поселке Старый Крым.

## Награды
- Премия имени Максима Рыльского (2020)[1]